# Bukuresd község
Bukuresd község (románul: Comuna Bucureșci) község Hunyad megyében, Romániában. Központja Bukuresd, beosztott falvai Kurety, Merisor, Rovina, Seszur.

## Népessége
A 2011-es népszámlálás adatai alapján a község népessége 1553 fő volt.